# 西伯利亞韃靼人
西伯利亞韃靼人（西伯利亞韃靼语：Seber Tatarlar）是韃靼人在西伯利亞的分支，來源有蒙古時代的塔塔兒部，有突厥（葉尼塞吉爾吉斯人、哈卡斯人）、烏拉爾語系（薩莫耶德人）的成分，也有欽察人與凯特人成分，是突厥語族欽察語支。历史上，他们曾有自己的汗国（西伯利亚汗国），多數信奉伊斯蘭教遜尼派。
西伯利亞韃靼人有許多分支，例如圖拉韃靼人、烏拉爾韃靼人、米努辛斯克韃靼人、托博爾斯克韃靼人、阿巴坎等等，比較重要的是巴拉巴韃靼人（鄂毕河至额尔齐斯河一带），歷史上都曾經被噶爾丹與俄羅斯勒索過毛皮稅（牙薩克）。2002年，大約有50萬韃靼人居住在西伯利亞，但多數是伏爾加韃靼人（約30萬人左右）。
西伯利亞韃靼人信奉遜尼派伊斯蘭教。在皈依伊斯蘭教之前，西伯利亞韃靼人信奉薩滿教。薩滿教的影響仍然可以在某些喪葬和精神習俗中找到。該地區的伊斯蘭化最早發生在14世紀左右。西伯利亞韃靼人對伊斯蘭教的採用始於15世紀初。到18世紀後期，最後一個社區的轉變已經完成。與西伯利亞布哈拉人和後來的伏爾加韃靼人的接觸有助於促進西伯利亞韃靼人對伊斯蘭教的接受。
他們以前是遊牧民，現在主要從事畜牧和農業。

## 逸事
一些西伯利亞非穆斯林突厥民族，如哈卡斯人和索爾人、铁列乌特人也自稱韃靼人。